# Radicale trifenilmetile

Radicale trifenilmetile

Il radicale trifenilmetile è un radicale persistente, ed è il primo radicale in assoluto ad essere stato descritto in chimica organica. Si può preparare per omolisi del cloruro di trifenilmetile 1 (Schema 1) con un metallo come argento o zinco in benzene o etere dietilico. Il radicale 2 è in equilibrio con il dimero in forma chinonica 3. In benzene la concentrazione del radicale è del 2%.

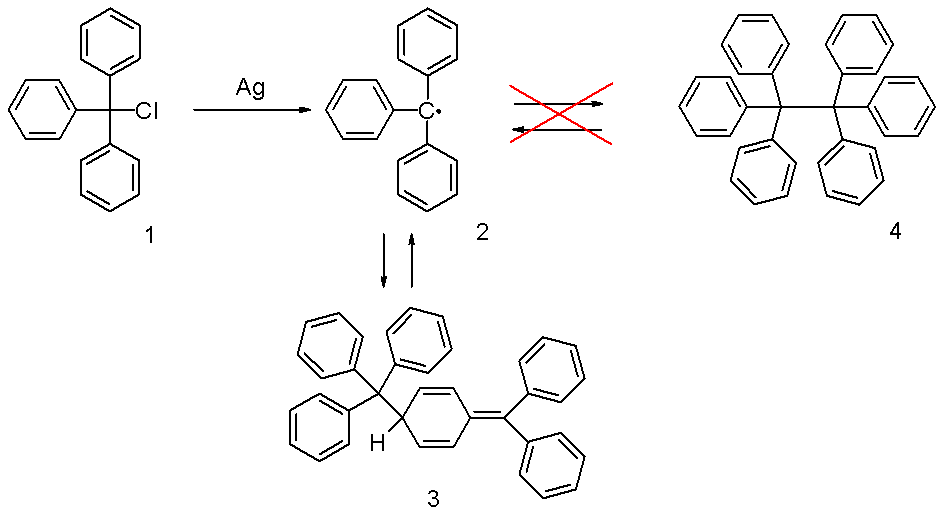
Schema 1. Sintesi del radicale trifenilmetile

Soluzioni contenenti il radicale sono gialle; al crescere della temperatura la colorazione gialla diventa più intensa perché l'equilibrio si sposta a favore del radicale in base al principio di Le Châtelier. All'inverso il colore sbiadisce se la soluzione è raffreddata.
Se esposto all'aria il radicale si ossida rapidamente formando il perossido (Schema 2) e la soluzione diventa incolore. Il radicale reagisce con lo iodio formando lo ioduro di trifenilmetile.

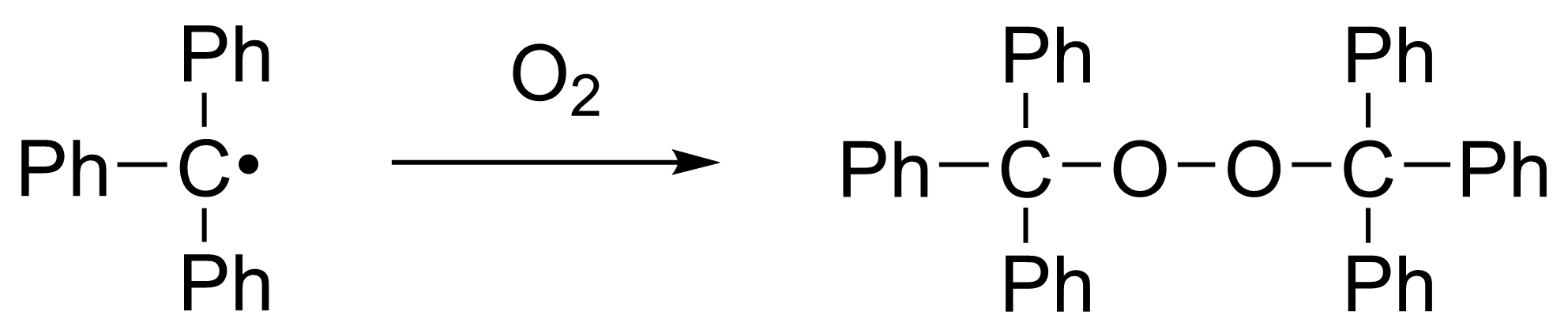
Schema 2. Ossidazione del radicale trifenilmetile

Il radicale fu preparato per la prima volta da Moses Gomberg nel 1900. Egli tentò di preparare esafeniletano a partire da cloruro di trifenilmetile e zinco in benzene usando una reazione di Wurtz, e trovò che il prodotto era molto più reattivo del previsto, dato il suo comportamento con ossigeno e iodio.
La corretta struttura chinonica del dimero era stata suggerita sin dal 1904, ma questa struttura fu poco dopo abbandonata dagli scienziati a favore del esafeniletano, struttura 4 nello schema 1. La struttura chinonica 3 fu riscoperta solo nel 1968, quando ricercatori della Vrije Universiteit di Amsterdam pubblicarono i dati 1H RMN.